# Oleg Salioukov
Oleg Léonidovitch Salioukov (russe : Олег Леонидович Салюков) né le 21 mai 1955 à Saratov, en URSS est un général d'armée et commandant en chef des forces terrestres russes de mai 2014 à mai 2025. Il est promu au grade de général d'armée en 2019. Il quitte son commandement le 15 mai 2025, peu avant son 70e anniversaire qui marque la limite d'âge des militaires, et est nommé secrétaire adjoint du conseil de sécurité de Russie.

## Éducation
En 1977, il est diplômé de l'École supérieure de commandement des chars de la garde d'Oulianovsk avec médaille d'or, en 1985 de l'Académie des forces blindées militaires Malinovsky avec les honneurs et en 1996 de l'Académie militaire de l'état-major général des forces armées de Russie.

## Carrière
| Poste occupé | Période                 |
| --- | ----------------------- |
| - Chef de peloton - Commandant de compagnie - Chef d'état-major — Commandant de bataillon dans le district militaire de Kiev                                                                                | 1977 à 1982             |
| - Commandant adjoint d'un régiment de chars d'entraînement - Commandant d'un régiment de chars d'entraînement - Commandant adjoint d'une division de chars de la Garde dans le district militaire de Moscou | 1985 à 1994             |
| - Commandant de la 81e division de fusiliers motorisés de la Garde - Chef d'état-major et commandant de la 35e armée - Commandant en chef adjoint du district militaire d'Extrême-Orient.                   | 1994 à 1997 2002 - 2003 |
| - Chef d'état-major — Premier adjoint au commandant en chef du district militaire d'Extrême-Orient. | 2005 à 2008             |
| - Commandant en chef du district militaire d'Extrême-Orient. | 2008 à 2010             |
| - Adjoint de l'état-major général des forces armées de la Fédération de Russie. | 2010 à 2014             |
| - Commandant en chef de l'armée de terre russe | Mai 2014 à mai 2025     |

## Vie privée
Sa belle-fille, Dina Salyukova, dirige l'agence HQ qui organise des cérémonies militaires et patriotiques.